# Riserva naturale dell'Alta Valle del Tevere - Monte Nero
La riserva naturale dell'Alta Valle del Tevere - Monte Nero è un'area naturale protetta della Valle del Tevere nella Regione Toscana che comprende vaste porzioni in provincia di Arezzo dell'alto bacino del fiume Tevere. La riserva è stata istituita nel 1998 e occupa una superficie di 470,00 ha.
La riserva è difficilmente accessibile e risulta incontaminata e ricca di biodiversità con una presenza umana molto ridotta.